# Ballando con le stelle (prima edizione)
La prima edizione di Ballando con le stelle è andata in onda dall'8 gennaio al 26 febbraio 2005 su Rai 1, condotta da Milly Carlucci con Paolo Belli. 
L’edizione è stata vinta dalla coppia formata dall'attrice Hoara Borselli e dal ballerino Simone Di Pasquale. 
La prima puntata ha ottenuto 6 364 000 spettatori e il 31,36% di share, mentre la finale è arrivata a 8 150 000 spettatori e il 35,11% di share.

## Regolamento
Il regolamento del gioco prevede che alla gara partecipino otto concorrenti vip, ognuno di questi affiancati da un ballerino professionista. Ogni settimana una delle aspiranti coppie abbandonerà il programma, il meccanismo proseguirà in questo modo fino alla proclamazione di un vincitore. Il tutto si svolge tramite il voto del pubblico a casa, che verrà fortemente influenzato anche dal voto della giuria che in ogni puntata esprimerà le sue preferenze verso i ballerini.

## Cast

### Concorrenti
| VIP                | Attività                                   | Insegnante         | Stato                |
| ------------------ | ------------------------------------------ | ------------------ | -------------------- |
| Hoara Borselli     | Attrice, showgirl e conduttrice televisiva | Simone Di Pasquale | Vincitori            |
| Francesco Salvi    | Attore e comico                            | Natalia Titova     | Secondi classificati |
| Gianni Ippoliti    | Attore e conduttore televisivo             | Valentina Vincenzi | Terzi classificati   |
| Igor Cassina       | Ex ginnasta                                | Denise Abrate      | Quarti classificati  |
| Fabrizio Frizzi    | Conduttore televisivo                      | Samanta Togni      | Eliminati            |
| Anna Maria Barbera | Attrice e comica                           | Ilario Parise      | Eliminati            |
| Paola Ferrari      | Giornalista e conduttrice televisiva       | Andrea Placidi     | Eliminati            |
| Carla Paneca       | Modella e attrice                          | Lucio Cocchi       | Eliminati            |

### Giuria
- Roberto Flemack
- Heather Parisi
- Amanda Lear
- Guillermo Mariotto

Presidenti di Giuria
- 1ª puntata: Giancarlo Giannini
- 2ª puntata: Emilio Fede
- 3ª puntata: Sandra Mondaini
- 4ª puntata: Mike Bongiorno
- 5ª puntata: Gemelle Kessler
- 6ª puntata: Bud Spencer
- 7ª puntata: Michele Placido
- 8ª puntata: Bruno Vespa

## Tabellone
Legenda
     Salvi
     Salvati dal televoto
     Non gareggiano in puntata
     Eliminati provvisoriamente
     Eliminati definitivamente
     Ripescati
     Ripescati, ma non rientrano in gara
     Non partecipano a questa puntata ma rimangono in gara
| Concorrente       | Ballerino/a        | Puntate         | Puntate         | Puntate         | Puntate         | Puntate         | Puntate         | Puntate         | Puntate         |
| Concorrente       | Ballerino/a        | 1ª              | 2ª              | 3ª              | 4ª              | 5ª              | Ripescaggio     | Semifinale      | Finale          |
| ----------------- | ------------------ | --------------- | --------------- | --------------- | --------------- | --------------- | --------------- | --------------- | --------------- |
| Hoara Borselli    | Simone Di Pasquale | Salvi           | Salvi           | Salvi           | Salvi           | Salvi           | Salvi           | Salvi           | Vincitori (65%) |
| Francesco Salvi   | Natalia Titova     | Salvi           | Salvi           | Eliminati (48%) |                 |                 | Ripescati       | Salvi           | Secondi (35%)   |
| Gianni Ippoliti   | Valentina Vincenzi | Salvi           | Salvi           | Salvi           | Salvi           | Salvi (52%)     | Salvi           | Salvi           | Terzi           |
| Igor Cassina      | Denise Abrate      | Salvi           | Salvi           | Salvi (52%)     | Salvi           | Salvi           | Salvi           | Salvi (63%)     | Quarti          |
| Fabrizio Frizzi   | Samanta Togni      | Salvi           | Salvi           | Salvi           | Salvi (55%)     | Eliminati (48%) | Ripescati (56%) | Eliminati (37%) |                 |
| Annamaria Barbera | Ilario Parise      | Salvi (68%)     | Salvi (55%)     | Salvi           | Eliminati (45%) |                 | Eliminati (43%) |                 |                 |
| Paola Ferrari     | Andrea Placidi     | Salvi           | Eliminati (45%) |                 |                 |                 | Eliminati (43%) |                 |                 |
| Carla Paneca      | Lucio Cocchi       | Eliminati (32%) |                 |                 |                 |                 | Eliminati (44%) |                 |                 |

## Dettaglio delle puntate

### Prima puntata
- Data: 8 gennaio 2005
- Presidente di Giuria: Giancarlo Giannini

Gara di puntata:
| Ordine di uscita | Concorrenti                          | Voto Giuria | Voto Giuria | Voto Giuria | Voto Giuria | Voto Giuria | Totale punteggio tecnico |
| Ordine di uscita | Concorrenti                          | Flemack     | Parisi      | Giannini    | Lear        | Mariotto    | Totale punteggio tecnico |
| ---------------- | ------------------------------------ | ----------- | ----------- | ----------- | ----------- | ----------- | ------------------------ |
| 3                | Hoara Borselli e Simone Di Pasquale  | 8           | 9           | 10          | 9           | 9           | 45                       |
| 6                | Francesco Salvi e Natalia Titova     | 6           | 10          | 8           | 7           | 7           | 38                       |
| 8                | Gianni Ippoliti e Valentina Vincenzi | 8           | 7           | 8           | 7           | 7           | 37                       |
| 7                | Carla Paneca e Lucio Cocchi          | 8           | 6           | 7           | 7           | 5           | 33                       |
| 4                | Igor Cassina e Denise Abrate         | 6           | 7           | 7           | 6           | 7           | 33                       |
| 5                | Paola Ferrari e Andrea Placidi       | 7           | 7           | 7           | 8           | 4           | 33                       |
| 1                | Fabrizio Frizzi e Samanta Togni      | 5           | 7           | 7           | 6           | 7           | 32                       |
| 2                | Annamaria Barbera e Ilario Parise    | 5           | 7           | 7           | 6           | 6           | 31                       |

Spareggio:  vi partecipano gli ultimi due concorrenti classificati dalla media tra il punteggio ottenuto nella puntata e il televoto; la coppia meno votata sarà eliminata provvisoriamente e andrà al ripescaggio che si svolgerà nelle prossime puntate. 
| Ordine di uscita | Concorrenti                       | Televoto | Esito                      |
| ---------------- | --------------------------------- | -------- | -------------------------- |
| 1                | Annamaria Barbera e Ilario Parise | 68%      | Salvi                      |
| 2                | Carla Paneca e Lucio Cocchi       | 32%      | Eliminati provvisoriamente |

### Seconda puntata
- Data: 15 gennaio 2005
- Presidente di Giuria: Emilio Fede

Gara di puntata:
| Ordine di uscita | Concorrenti                          | Voto Giuria | Voto Giuria | Voto Giuria | Voto Giuria | Voto Giuria | Totale punteggio tecnico |
| Ordine di uscita | Concorrenti                          | Flemack     | Parisi      | Fede        | Lear        | Mariotto    | Totale punteggio tecnico |
| ---------------- | ------------------------------------ | ----------- | ----------- | ----------- | ----------- | ----------- | ------------------------ |
| 7                | Hoara Borselli e Simone Di Pasquale  | 10          | 10          | 10          | 10          | 9           | 49                       |
| 3                | Francesco Salvi e Natalia Titova     | 7           | 9           | 9           | 9           | 8           | 42                       |
| 2                | Igor Cassina e Denise Abrate         | 8           | 8           | 10          | 8           | 6           | 40                       |
| 6                | Gianni Ippoliti e Valentina Vincenzi | 9           | 9           | 8           | 7           | 7           | 40                       |
| 1                | Paola Ferrari e Andrea Placidi       | 6           | 7           | 8           | 8           | 6           | 35                       |
| 7                | Anna Maria Barbera e Ilario Parise   | 6           | 8           | 7           | 7           | 6           | 34                       |
| 4                | Fabrizio Frizzi e Samanta Togni      | 6           | 7           | 8           | 8           | 5           | 34                       |

Spareggio: vi partecipano gli ultimi due concorrenti classificati dalla media tra il punteggio ottenuto nella puntata e il televoto; la coppia meno votata sarà eliminata provvisoriamente e andrà al ripescaggio che si svolgerà nelle prossime puntate. 
| Ordine di uscita | Concorrenti                         | Televoto | Esito                      |
| ---------------- | ----------------------------------- | -------- | -------------------------- |
| 1                | Paola Ferrari e Andrea Placidi      | 45%      | Eliminati provvisoriamente |
| 2                | Anna Maria Barbera e Andrea Placidi | 55%      | Salvi                      |

### Terza puntata
- Data: 22 gennaio 2005
- Presidente di Giuria: Sandra Mondaini

Gara di puntata:
| Ordine di uscita | Concorrenti                          | Voto Giuria | Voto Giuria | Voto Giuria | Voto Giuria | Voto Giuria | Totale punteggio tecnico |
| Ordine di uscita | Concorrenti                          | Flemack     | Parisi      | Mondaini    | Lear        | Mariotto    | Totale punteggio tecnico |
| ---------------- | ------------------------------------ | ----------- | ----------- | ----------- | ----------- | ----------- | ------------------------ |
| 1                | Gianni Ippoliti e Valentina Vincenzi | 10          | 9           | 10          | 10          | 9           | 48                       |
| 4                | Anna Maria Barbera e Ilario Parise   | 7           | 10          | 10          | 9           | 8           | 45                       |
| 6                | Hoara Borselli e Simone Di Pasquale  | 9           | 9           | 9           | 8           | 6           | 41                       |
| 3                | Igor Cassina e Denise Abrate         | 9           | 9           | 8           | 7           | 6           | 39                       |
| 5                | Francesco Salvi e Natalia Titova     | 8           | 8           | 7           | 8           | 7           | 38                       |
| 2                | Fabrizio Frizzi e Samanta Togni      | 7           | 7           | 9           | 7           | 5           | 35                       |

Spareggio: vi partecipano gli ultimi due concorrenti classificati dalla media tra il punteggio ottenuto nella puntata e il televoto; la coppia meno votata sarà eliminata provvisoriamente e andrà al ripescaggio che si svolgerà nelle prossime puntate.  
| Ordine di uscita | Concorrenti                      | Televoto | Esito                      |
| ---------------- | -------------------------------- | -------- | -------------------------- |
| 1                | Igor Cassina e Denise Abrate     | 52%      | Salvi                      |
| 2                | Francesco Salvi e Natalia Titova | 48%      | Eliminati provvisoriamente |

### Quarta puntata
- Data: 29 gennaio 2005
- Presidente di Giuria: Mike Bongiorno

Prima manche - Gara di puntata:
| Ordine di uscita | Concorrenti                          | Voto Giuria | Voto Giuria | Voto Giuria | Voto Giuria | Voto Giuria | Totale punteggio tecnico |
| Ordine di uscita | Concorrenti                          | Flemack     | Parisi      | Bongiorno   | Lear        | Mariotto    | Totale punteggio tecnico |
| ---------------- | ------------------------------------ | ----------- | ----------- | ----------- | ----------- | ----------- | ------------------------ |
| 4                | Gianni Ippoliti e Valentina Vincenzi | 9           | 9           | 9           | 8           | 7           | 42                       |
| 3                | Hoara Borselli e Simone Di Pasquale  | 9           | 9           | 9           | 7           | 7           | 41                       |
| 1                | Igor Cassina e Denise Abrate         | 7           | 8           | 7           | 7           | 7           | 36                       |
| 5                | Fabrizio Frizzi e Denise Abrate      | 6           | 8           | 7           | 7           | 7           | 35                       |
| 2                | Anna Maria Barbera e Ilario Parise   | 6           | 7           | 7           | 6           | 5           | 31                       |

Seconda manche - Prova a sorpresa: le coppie balleranno uno stile conosciuto ma su musica a sorpresa.
| Ordine di uscita | Concorrenti                          | Voto Giuria | Voto Giuria | Voto Giuria | Voto Giuria | Voto Giuria | Punti precedenti | Totale punteggio tecnico |
| Ordine di uscita | Concorrenti                          | Flemack     | Parisi      | Bongiorno   | Lear        | Mariotto    | Punti precedenti | Totale punteggio tecnico |
| ---------------- | ------------------------------------ | ----------- | ----------- | ----------- | ----------- | ----------- | ---------------- | ------------------------ |
| 3                | Hoara Borselli e Simone Di Pasquale  | 9           | 10          | 10          | 9           | 8           | 41               | 87                       |
| 1                | Igor Cassina e Denise Abrate         | 8           | 8           | 8           | 8           | 8           | 36               | 76                       |
| 4                | Gianni Ippoliti e Valentina Vincenzi | 6           | 7           | 7           | 7           | 6           | 42               | 75                       |
| 5                | Fabrizio Frizzi e Samanta Togni      | 6           | 7           | 8           | 7           | 9           | 35               | 72                       |
| 2                | Anna Maria Barbera e Ilario Parise   | 6           | 7           | 6           | 7           | 7           | 31               | 64                       |

Spareggio: vi partecipano le ultime due coppie classificate dalla media tra il punteggio ottenuto nelle due manches e il televoto; la coppia meno votata sarà eliminata provvisoriamente e andrà al ripescaggio che si svolgerà nelle prossime puntate.  
| Ordine di uscita | Concorrenti                        | Televoto | Esito                      |
| ---------------- | ---------------------------------- | -------- | -------------------------- |
| 1                | Anna Maria Barbera e Ilario Parise | 45%      | Eliminati provvisoriamente |
| 2                | Fabrizio Frizzi e Samanta Togni    | 55%      | Salvi                      |

### Quinta puntata
- Data: 5 febbraio 2005
- Presidente di Giuria: Gemelle Kessler

Prima manche - Gara di puntata:
| Ordine di uscita | Concorrenti                          | Voto Giuria | Voto Giuria | Voto Giuria | Voto Giuria | Voto Giuria | Totale punteggio tecnico |
| Ordine di uscita | Concorrenti                          | Flemack     | Parisi      | Kessler     | Lear        | Mariotto    | Totale punteggio tecnico |
| ---------------- | ------------------------------------ | ----------- | ----------- | ----------- | ----------- | ----------- | ------------------------ |
| 4                | Hoara Borselli e Simone Di Pasquale  | 9           | 10          | 10          | 8           | 8           | 45                       |
| 3                | Gianni Ippoliti e Valentina Vincenzi | 8           | 9           | 10          | 9           | 8           | 44                       |
| 2                | Igor Cassina e Denise Abrate         | 7           | 8           | 9           | 8           | 7           | 39                       |
| 1                | Fabrizio Frizzi e Samanta Togni      | 7           | 8           | 8           | 8           | 6           | 37                       |

Seconda manche - Prova a sorpresa: le coppie dovranno affrontarsi in sfide dirette due contro due, su un ballo conosciuto ma con musica a sorpresa; la prima coppia in classifica ha diritto a scegliere la sua sfidante. Ogni giurato esprimerà una preferenza che vale 5 punti che si aggiungono al punteggio tecnico precedente. 
| Ordine di uscita | Concorrenti                          | Preferenza Giuria | Preferenza Giuria | Preferenza Giuria | Preferenza Giuria | Preferenza Giuria | Totale punteggio tecnico |
| Ordine di uscita | Concorrenti                          | Flemack           | Parisi            | Kessler           | Lear              | Mariotto          | Totale punteggio tecnico |
| ---------------- | ------------------------------------ | ----------------- | ----------------- | ----------------- | ----------------- | ----------------- | ------------------------ |
| 1                | Hoara Borselli e Simone Di Pasquale  |                   |                   |                   |                   |                   | 20                       |
| 2                | Igor Cassina e Denise Abrate         |                   |                   |                   |                   |                   | 5                        |
|                  |                                      |                   |                   |                   |                   |                   |                          |
| 3                | Gianni Ippoliti e Valentina Vincenzi |                   |                   |                   |                   |                   | 10                       |
| 4                | Fabrizio Frizzi e Samanta Togni      |                   |                   |                   |                   |                   | 15                       |

Classifica Riassuntiva
| Concorrenti                          | Totale punteggio tecnico |
| ------------------------------------ | ------------------------ |
| Hoara Borselli e Simone Di Pasquale  | 65                       |
| Gianni Ippoliti e Valentina Vincenzi | 54                       |
| Fabrizio Frizzi e Samanta Togni      | 52                       |
| Igor Cassina e Denise Abrate         | 44                       |

Spareggio: vi partecipano gli ultimi due concorrenti classificati dalla media tra il punteggio ottenuto nelle due manches e il televoto; la coppia meno votata sarà eliminata provvisoriamente e andrà al ripescaggio che si svolgerà nella prossima puntata.  
| Ordine di uscita | Concorrenti                          | Televoto | Esito                      |
| ---------------- | ------------------------------------ | -------- | -------------------------- |
| 1                | Fabrizio Frizzi e Samanta Togni      | 48%      | Eliminati provvisoriamente |
| 2                | Gianni Ippoliti e Valentina Vincenzi | 52%      | Salvi                      |

### Sesta puntata -Ripescaggio
- Data: 12 febbraio 2005
- Presidente di Giuria: Bud Spencer

Prima manche:
| Ordine di uscita | Concorrenti                        | Voto Giuria | Voto Giuria | Voto Giuria | Voto Giuria | Voto Giuria | Totale punteggio tecnico |
| Ordine di uscita | Concorrenti                        | Flemack     | Parisi      | Spencer     | Lear        | Mariotto    | Totale punteggio tecnico |
| ---------------- | ---------------------------------- | ----------- | ----------- | ----------- | ----------- | ----------- | ------------------------ |
| 1                | Carla Paneca e Lucio Cocchi        | 9           | 9           | 9           | 9           | 10          | 46                       |
| 3                | Francesco Salvi e Natalia Titova   | 9           | 10          | 9           | 8           | 9           | 45                       |
| 5                | Fabrizio Frizzi e Samanta Togni    | 7           | 8           | 9           | 8           | 8           | 40                       |
| 2                | Paola Ferrari e Andrea Placidi     | 7           | 7           | 9           | 8           | 8           | 39                       |
| 4                | Anna Maria Barbera e Ilario Parise | 7           | 7           | 9           | 8           | 7           | 38                       |

Seconda manche: le coppie si cimentano in una coreografia corale di Mazurka. Ogni giurato è chiamato ad esprimere una preferenza che vale 5 punti. Il punteggio combinato tra i voti della giuria e il televoto stabilisce la prima coppia ripescata. 
     Ripescati
| Concorrenti                        | Preferenza Giuria | Preferenza Giuria | Preferenza Giuria | Preferenza Giuria | Preferenza Giuria | Punteggio precedente | Totale punteggio tecnico |
| Concorrenti                        | Flemack           | Parisi            | Spencer           | Lear              | Mariotto          | Punteggio precedente | Totale punteggio tecnico |
| ---------------------------------- | ----------------- | ----------------- | ----------------- | ----------------- | ----------------- | -------------------- | ------------------------ |
| Francesco Salvi e Natalia Titova   |                   |                   |                   |                   |                   | 45                   | 60                       |
| Carla Paneca e Lucio Cocchi        |                   |                   |                   |                   |                   | 46                   | 51                       |
| Fabrizio Frizzi e Samanta Togni    |                   |                   |                   |                   |                   | 40                   | 45                       |
| Paola Ferrari e Andrea Placidi     |                   |                   |                   |                   |                   | 39                   | 39                       |
| Anna Maria Barbera e Ilario Parise |                   |                   |                   |                   |                   | 38                   | 38                       |

Terza manche: le coppie dovranno affrontarsi in sfide dirette due contro due, su un ballo conosciuto ma con musica a sorpresa; la prima coppia in classifica ha diritto a scegliere la sua sfidante. Ogni giurato esprimerà una preferenza che vale 5 punti. La media tra i voti della giuria e il televoto decreterà per ogni sfida la coppia vincitrice che andrà allo spareggio finale, mentre le due coppie perdenti sono eliminate definitivamente.
| Ordine di uscita | Concorrenti                        | Preferenza Giuria | Preferenza Giuria | Preferenza Giuria | Preferenza Giuria | Preferenza Giuria | Punteggio Precedente | Totale punteggio tecnico | Esito Giuria + Televoto | Risultato                      |
| Ordine di uscita | Concorrenti                        | Flemack           | Parisi            | Spencer           | Lear              | Mariotto          | Punteggio Precedente | Totale punteggio tecnico | Esito Giuria + Televoto | Risultato                      |
| ---------------- | ---------------------------------- | ----------------- | ----------------- | ----------------- | ----------------- | ----------------- | -------------------- | ------------------------ | ----------------------- | ------------------------------ |
| 1                | Carla Paneca e Lucio Cocchi        |                   |                   |                   |                   |                   | 51                   | 66                       | 57%                     | Accedono allo spareggio finale |
| 2                | Anna Maria Barbera e Ilario Parise |                   |                   |                   |                   |                   | 38                   | 48                       | 43%                     | Eliminati defintivamente       |
|                  |                                    |                   |                   |                   |                   |                   |                      |                          |                         |                                |
| 3                | Fabrizio Frizzi e Samanta Togni    |                   |                   |                   |                   |                   | 45                   | 55                       | 57%                     | Accedono allo spareggio finale |
| 4                | Paola Ferrari e Andrea Placidi     |                   |                   |                   |                   |                   | 39                   | 54                       | 43%                     | Eliminati definitivamente      |

Spareggio: vi partecipano le coppie vincitrici della terza manche. La coppia più votata è ripescata, l'altra è eliminata definitivamente.
| Ordine di uscita | Concorrenti                     | Televoto | Esito                     |
| ---------------- | ------------------------------- | -------- | ------------------------- |
| 1                | Carla Paneca e Lucio Cocchi     | 44%      | Eliminati definitivamente |
| 2                | Fabrizio Frizzi e Samanta Togni | 56%      | Ripescati                 |

### Settima puntata -Semifinale
- Data: 19 febbraio 2005

### Ottava puntata -Finale
- Data: 26 febbraio 2005